# Déodat de Séverac
Pour les articles homonymes, voir Sévérac.
Déodat de Séverac, né à Saint-Félix-Lauragais (Haute-Garonne) le 20 juillet 1872 et mort à Céret (Pyrénées-Orientales) le 24 mars 1921.

## Biographie
Marie-Joseph-Alexandre Déodat de Séverac naît le 20 juillet 1872 à Saint-Félix-Lauragais.
Issu d'une famille de la noblesse, fils du peintre Gilbert de Séverac, Déodat de Séverac fait ses études à Sorèze, Toulouse, puis à la Schola Cantorum de Paris, où il devient l'élève de Vincent d'Indy et d'Albéric Magnard. Il y prend des leçons d'orgue avec Alexandre Guilmant et devient l'assistant d'Isaac Albéniz. Très attaché à ses origines, il se fixe à Céret (Pyrénées-Orientales) à partir de 1910, région qui attire par la suite un certain nombre d'artistes tels que Gustave Violet, un de ses meilleurs amis, et Manolo Hugué, qu'il avait rencontré auparavant à Paris. Séverac fut aussi en relation avec certaines individualités du milieu occultiste français.
En 1900, il écrit des poèmes symphoniques sur les saisons. Il met en mélodies des poésies de Baudelaire et de Verlaine ainsi que des vers occitans et compose sa musique chorale avec des arrangements de textes en catalan. Il écrit deux opéras, Le Cœur du moulin, créé à l'Opéra-Comique de Paris le 8 décembre 1909, et Héliogabale, créé aux Arènes de Béziers en 1910 avec l'introduction de la cobla catalane, groupe d'instruments jouant, en particulier, des tibles et des tenoras (hautbois traditionnels catalans de différentes tailles). Sa musique pour piano, au style très personnel, est souvent imagée et colorée, comme dans Le Chant de la Terre, qui décrit une idylle rustique, ou les morceaux En Languedoc et Baigneuses au soleil. La suite Cerdaña, son chef-d'œuvre, illustre son amour pour le terroir catalan.
Déodat de Séverac fut le chantre d'une musique régionale. En rupture avec le parisianisme, il soutint, en 1907, une thèse de fin d’études à la Schola Cantorum sur La Centralisation et les petites chapelles. Dans cet écrit d'une centaine de pages, Séverac se livre à une description et une analyse du fonctionnement du milieu musical de son époque, prenant appui sur son vécu personnel mais aussi sur des observations et des faits méthodiquement relevés. Il s'attache avec soin à montrer que la référence régionale disparaît progressivement dans la musique française et l’explique par l’effet de la centralisation sur la profession musicale :
1) Partant, d'une part, du constat que tout musicien qui voulait réussir sa carrière professionnelle devait passer par Paris, capitale d’une France centralisée dont l’enseignement musical était organisé de façon pyramidale, avec le conservatoire de Paris à son sommet. Les jeunes musiciens les plus talentueux venant depuis leur province natale menaient donc à Paris, aux yeux de Séverac, une vie de « déracinés » ;
2) La conséquence de cette centralisation était que les musiciens se partageaient en deux groupes que Séverac dénomma les « officiels » et les « indépendants ». Les premiers étaient ceux qui fréquentaient les antichambres ministérielles de l’État pour, notamment, pouvoir bénéficier des commandes publiques, contrairement aux seconds, que Séverac subdivisa encore en deux sous-groupes, selon les cercles et salons parisiens qu’ils fréquentaient, en « D’Indystes » et « Debussistes ».
À travers cette critique argumentée de la structuration des milieux musicaux français à son époque, Séverac veut donner une explication des choix esthétiques que sont amenés à faire les créateurs et les compositeurs. Pour lui, l’œuvre d’art est aussi l'expression d’un soubassement institutionnel, qu'il épingle dans son mémoire. Il en conclut que la centralisation parisienne est la cause de la perte de la « sève profonde de la nature » et surtout de « l'attache régionale » dans la musique française. Il est vrai qu'avec de telles conclusions, l’auteur de En Languedoc, connu pour ses opinions royalistes, rejoignait les thèses régionalistes que défendait alors ce mouvement. On retiendra surtout qu’en régionaliste convaincu, il tira pour lui-même les conséquences de son analyse et qu’après avoir déposé sa thèse de fin d’études à la Schola Cantorum, il quitta Paris, exactement le lendemain, pour s'installer d'abord dans sa province natale à Saint-Félix-Lauragais puis en Roussillon à Céret.
L'admirateur de Mistral [...] apparaît ainsi à la postérité comme le « musicien paysan » qu'il voulut être, célébrant « la rusticité agreste et les géorgiques du folklore languedocien ». Claude Debussy dira que « sa musique sent bon ». Ses recherches de sonorités, les effets de lointain (notamment dans Le Cœur du Moulin mais aussi dans le cortège des muletiers ou dans les Fêtes) font dire à Vladimir Jankélévitch que :

« Déodat de Cerdagne prolonge à cet égard l'heureuse humeur de l'impressionnisme français. »

Parlant du pianisme de Séverac, V. Jankélévitch souligne encore que :

« C'est pour leur moelleuse sonorité que Séverac recherche les neuvièmes de dominante ; il a cette prédilection en commun avec Chausson, Debussy et Satie ; et nous montrions combien les Stances à Madame de Pompadour sont apparentées sous ce rapport aux Sarabandes du maître d'Arcueil »

Mort à Céret en 1921, il est inhumé dans son village natal à Saint-Félix-Lauragais. Le 14 septembre 1924 un buste en bronze, fait par son ami Joseph Lamasson, a été inauguré au pied des remparts.

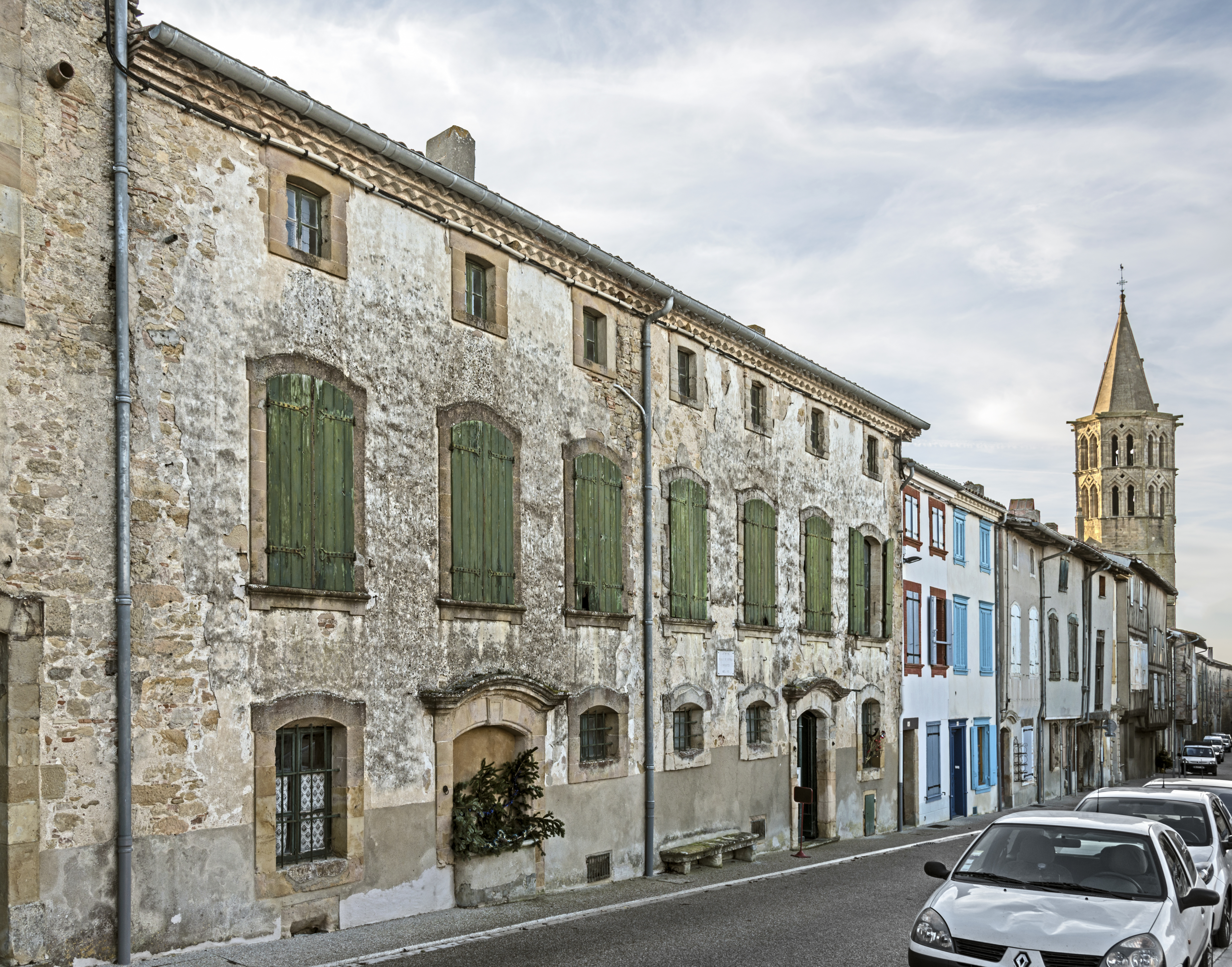
La maison de naissance. à Saint-Félix-Lauragais en Haute-Garonne.
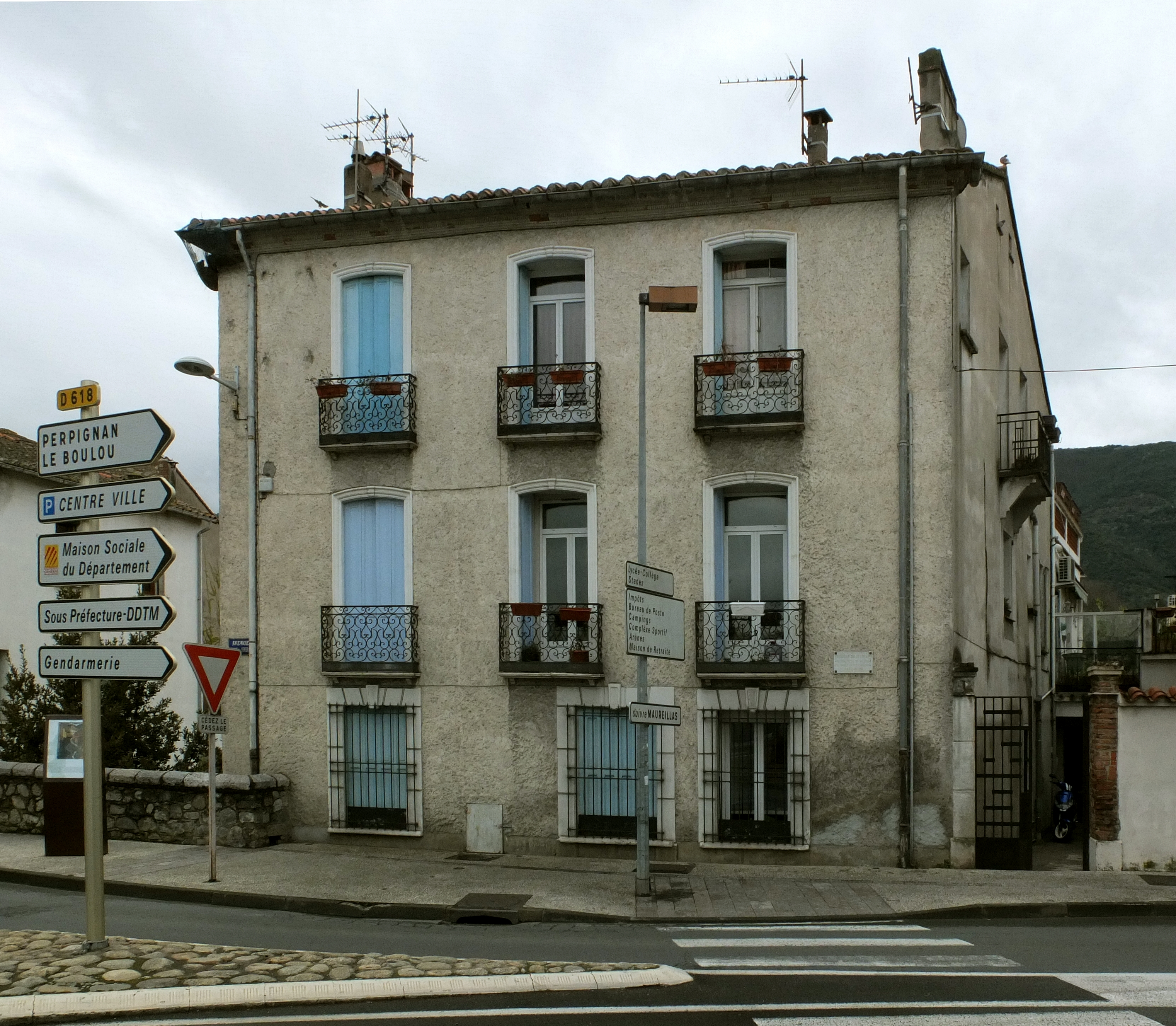
La maison où est mort Déodat de Séverac à Céret
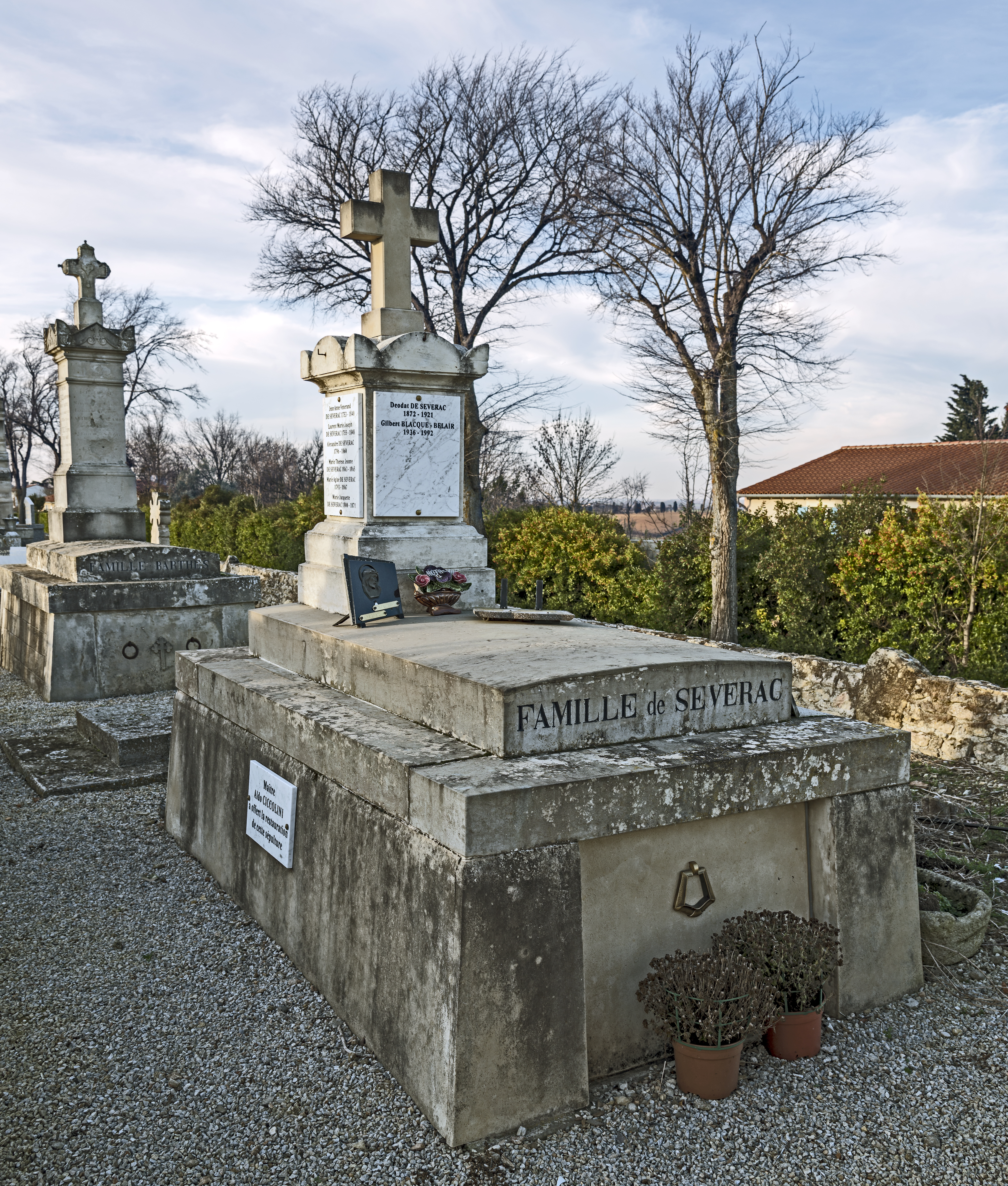
Sa tombe à Saint-Felix-Lauragais
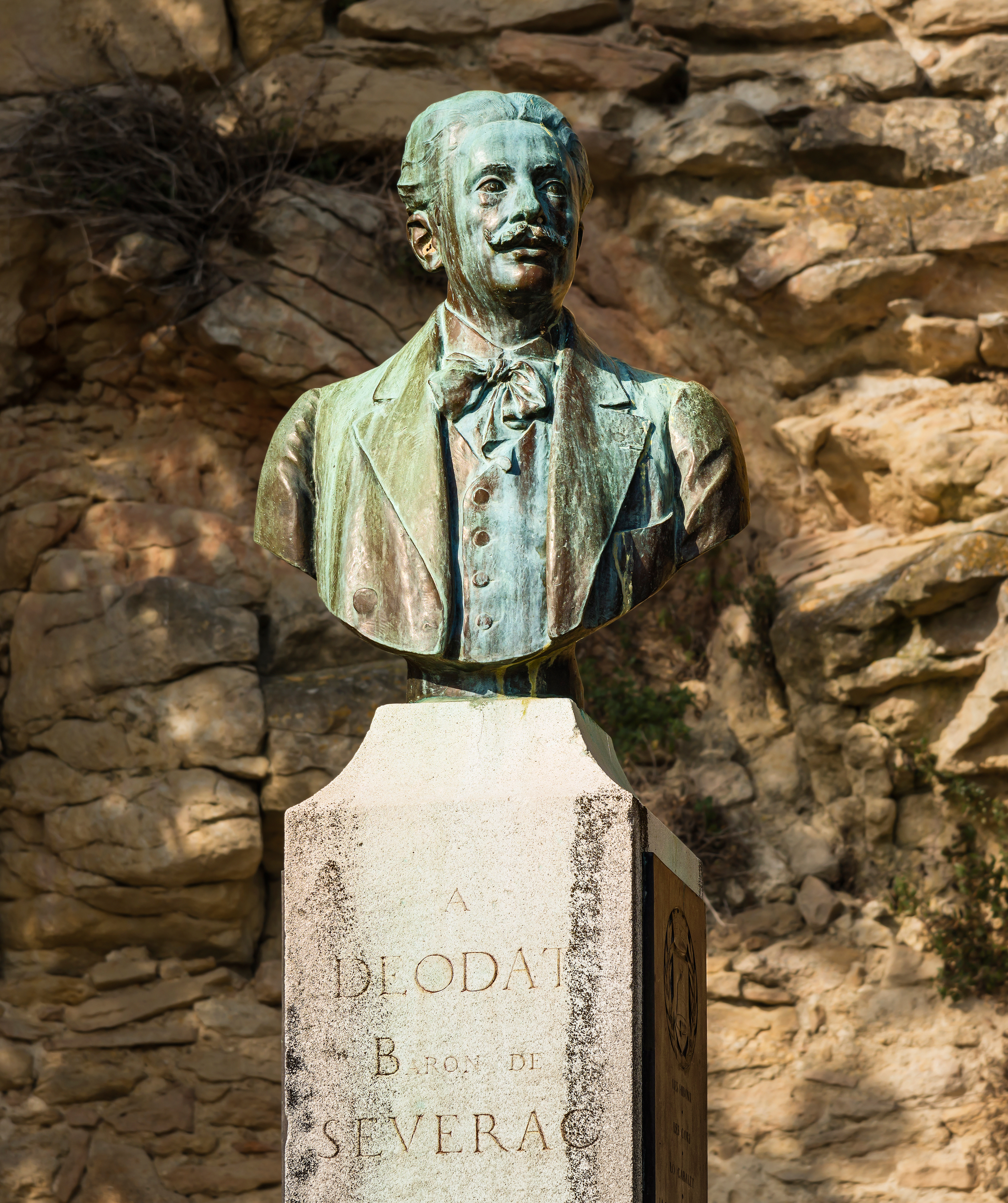
Buste sous les remparts de  Saint-Felix-Lauragais
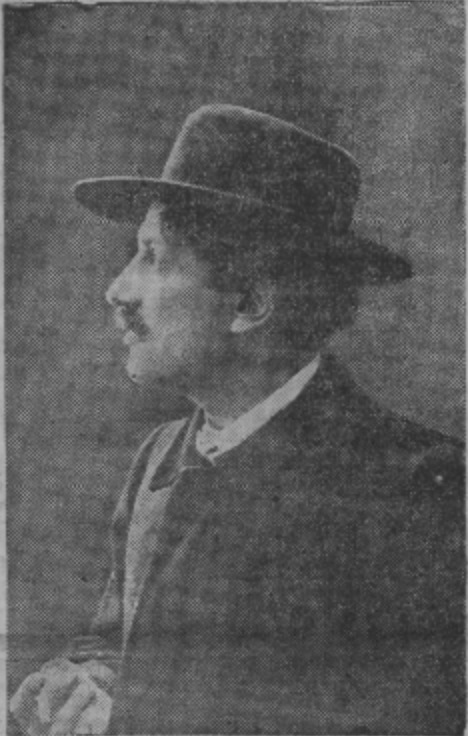
Portrait de profil gauche de Déodat de Séverac
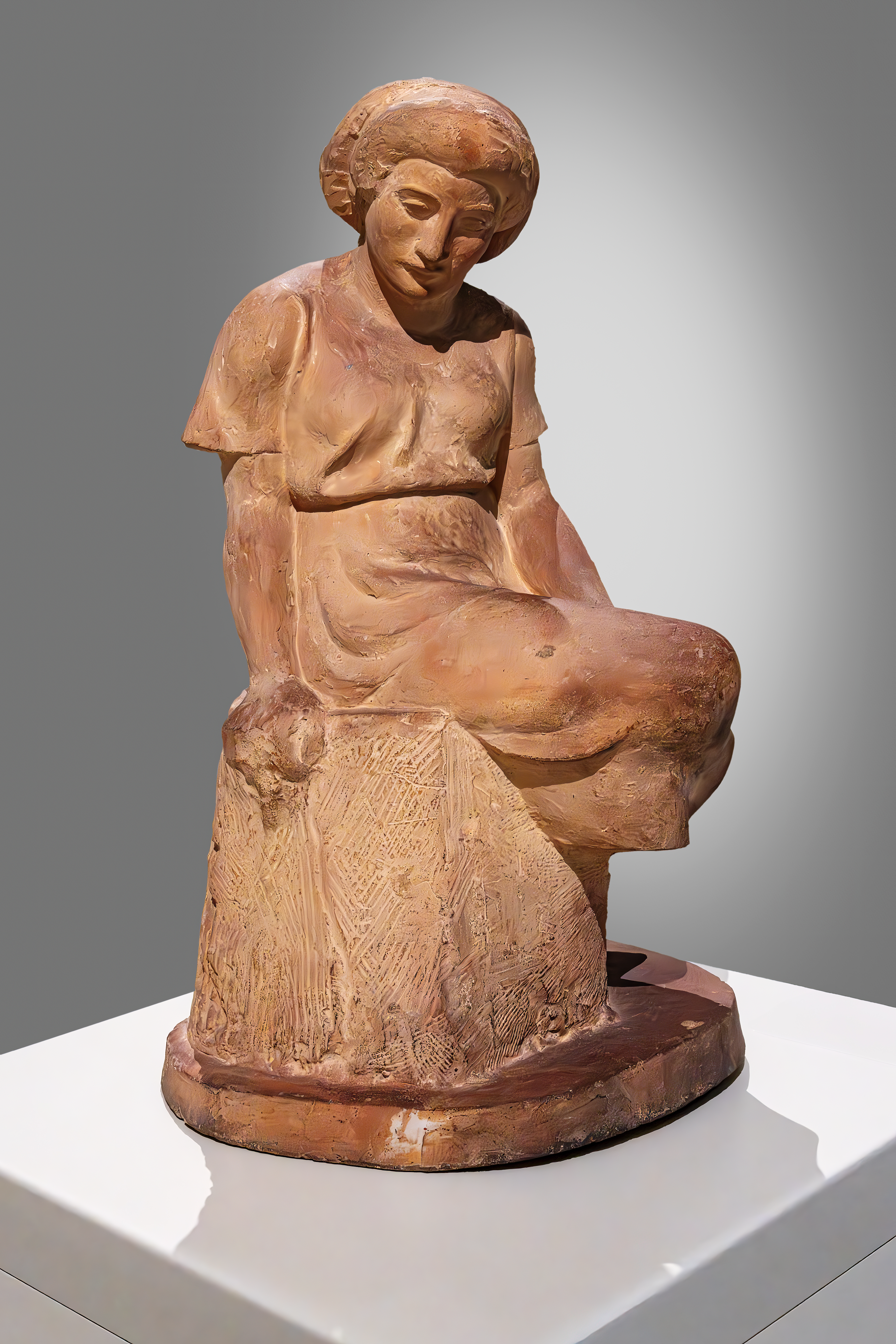
Magalie de Séverac par Manolo Hugué - Musée national d'Art de Catalogne

## Principales œuvres
Musique sacrée
- Tantum Ergo

Œuvres pour piano
- Le Chant de la Terre (1900) ;
- En Languedoc (1904)
- Baigneuses au soleil (1908), dédié à Alfred Cortot ;
- Cerdaña (1904-1911) ;
- En vacances, deux recueils de courtes pièces, le premier datant de 1911, le second compilé et achevé par Blanche Selva, publié en 1922.
- Les Naïades et le Faune indiscret, écrit en 1908 et édité en 1952.

Œuvres pour orgue

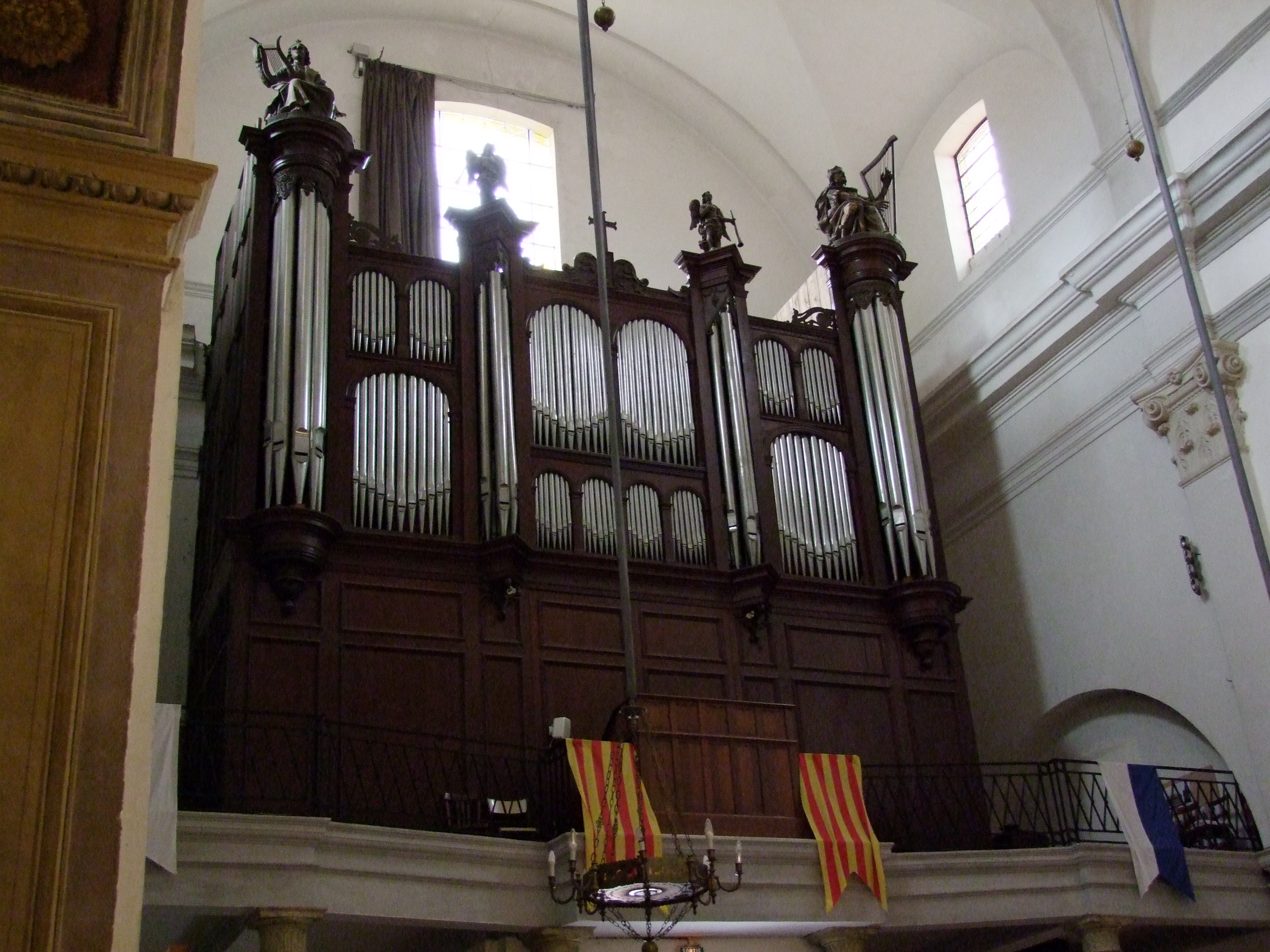
Au clavier de cet orgue, Déodat de Séverac improvisait pour les fidèles.

- Suite en mi (Prélude, Choral, Fantaisie-Pastorale, Final) ;
- Petite suite scholastique ;
- Cinq versets d'orgue

Musique pour le théâtre
- Le Cœur du moulin, créé à l'Opéra-Comique en 1909.
- Héliogabale, tragédie lyrique en trois actes (1910), poème d'Émile Sicard, création au Théâtre des Arènes, à Béziers.

Mélodies
- Plusieurs recueils, dont À l'aube dans la montagne (1906) et Flors d'Occitania (1912)

Chants
- Cant del Vallespir

## Séverac et l'enregistrement sonore
Déodat de Séverac sera, de son vivant, très mal servi par ce nouveau vecteur de notoriété que fut le disque à partir de 1901. À sa mort, en 1921, aucune de ses œuvres n'avait encore été enregistrée. Il faut attendre pour cela 1925, l'enregistrement de Ma poupée chérie par Jean-Émile Vanni-Marcoux chez Gramophone (La Voix de son Maître). La chanson pour le petit cheval, interprétée par Charles Panzéra, est enregistrée l'année suivante. Quant aux enregistrements de Blanche Selva, ils ne seront réalisés par Columbia qu’entre 1928 et 1930.
Après la Seconde Guerre mondiale, plusieurs enregistrements des œuvres pour piano sont publiés (notamment en 1957, celui d'Hélène Boschi par Le Chant du monde). Il faut attendre 1974 pour une intégrale des œuvres pour piano par Aldo Ciccolini. Jordi Masó réalisant une intégrale chez Naxos, puis en 2014, pour une troisième intégrale, par François-Michel Rignol aux Disques du Solstice [DL 2015].
Le Cœur du moulin est enregistré en 2009 par l'Opéra de Tours chez Timpani.

## Postérité
Deux lycées sont nommés en son hommage : le lycée Déodat-de-Séverac de Toulouse, ainsi qu'un lycée dans sa ville de Céret.
A l'occasion du 100e anniversaire de sa mort, la bibliothèque d'étude et du patrimoine de Toulouse, qui a acquis une partie des archives personnelles de l'artiste auprès de ses descendants en 2016, organise une exposition, Midi-Rhapsodie, présentée du 25 juin au 2 octobre 2021.